# ジュリアン・ド・ラ・グラヴィエール (防護巡洋艦)
| 写真はジュリアン・ド・ラ・グラヴィエール。 | |
| 艦歴                                       | |
| 発注                                       | ロリアン海軍工廠 |
| 起工                                       | 1897年11月15日 |
| 進水                                       | 1899年6月26日 |
| 就役                                       | 1903年 |
| 退役                                       | 1922年 |
| その後                                     | 同年解体処分 |
| 前級                                       | デストレ級 |
| 次級                                       | なし |
| 性能諸元                                   | |
| 排水量                                     | 常備：5,595トン |
| 全長                                       | 137.0m -m(水線長) |
| 全幅                                       | 15.0m |
| 吃水                                       | 6.3m |
| 機関                                       | ギョ・ド・タンブル式石炭専焼水管缶24基 +直立型3段膨張式3気筒レシプロ機関3基3軸推進                                    |
| 最大出力                                   | 17,400hp |
| 最大速力                                   | 22.9ノット |
| 航続距離                                   | 10ノット/4,000海里（石炭：886トン）                                                                                   |
| 乗員                                       | 463名 |
| 兵装                                       | Model 1893 16cm（45口径）単装速射砲8基 Model 1885 47mm機砲10基 オチキス 37mm回転式機関砲6基 45cm水中魚雷発射管単装2基 |
| 装甲                                       | 甲板：56mm（主甲板平面部）、66mm（傾斜部） 司令塔：100mm                                                              |

ジュリアン・ド・ラ・グラヴィエール (フランス語: Jurien de la Gravière) は、フランス海軍が最後に建造した防護巡洋艦（croiseur protégé）で、フランス海軍では一等巡洋艦に分類していた。

## 概要
本艦は当初は防護巡洋艦「ダントルカストー」の2番艦の代わりとして通商破壊戦や海外領土警備用に建造が承認され、名造船官エミール・ベルタンにより設計された艦である。
基本的に防護巡洋艦「ギシャン」を小型化した艦形だが、同時代のイギリスの防護巡洋艦が1〜2門の大型砲と多数の小口径砲を組み合わせる設計であったことや、ドイツの防護巡洋艦（ドイツ海軍では小型巡洋艦に類別）が10.5cm砲を数門搭載するだけの設計であったのに対し、本艦は異なる口径の主砲・副砲の混載をやめて水雷艇迎撃用の機砲以外については砲口径を統一するという、一世代進んだ先進的な設計であるのが特徴であった。
一方で機関については、ボイラー効率が悪く航続距離が計画値の2/3程度しかなかったうえ、トラブルも多発した。

## 艦形
船体形状は、フランス巡洋艦で長らく主流となってきたタンブル・ホーム式の船体を廃止していた。基本的に高い乾舷を持つ長船首楼型船体で、外洋での凌波性は良好であった。
本艦の構造を前部から記述すると、艦首から前向きに主砲として16cm単装砲架1基を配置、下部に司令塔を組み込んだ露天式の艦橋構造は箱型とし、その上に単脚式の前檣が立つ。艦橋構造の背後から4本の煙突が立っているが、フランス海軍ではボイラー室を前後に振り分けた缶室分離配置を採っているために煙突は2番煙突と3番煙突の間は広く取られている。
煙突の周囲は艦載艇置き場となっており、艦載艇用のボート・ダビット片舷4基で計8基立つ。4番煙突から後ろは後部船橋、簡便な単脚檣、後ろ向きに主砲1基が載る。舷側には半円形の張り出し（スポンソン）が三箇所設けられ、そこに16cm単装砲が片舷3基ずつ計6基配置された。

## 参考図書
- 「世界の艦船増刊第50集 フランス巡洋艦史」(海人社)